# Usins
Usins (łot. Ūsiņš, łatg. Jeuseņš) – łotewski bóg światła. Związany z pszczołami i końmi.
Według Gottharda Stendera jego imię pochodzi od ūzas „żółte spodnie”, „spodnie w woskowym kolorze”. Dlatego ww. uznał Usinsa za boga pszczół, co przyjęło się w XIX-wiecznym łotewskim folklorze. Natomiast w II poł. XIX w. R. Auniņš wysunął tezę, że imię Usins pochodzi od rdzenia us-, który znajduje się m.in. w leksemie aust „dzień” i w ten sposób doszedł do konkluzji, że imię to należało do boga światła. Z kolei Jānis Endzelīns uznał, że słowo to nie ma pochodzenia rodzimego i powiązał je ze staro-wysoko-niemieckim słowem husing „duch domu”. Późniejsza hipoteza Endzelīnsa wiąże pochodzenie imienia Usinsa z rosyjskim усень lub овсень, przez co uznał, że bóstwo to zostało przez Łotyszy zapożyczone z mitologii rosyjskiej. Władimir Toporow natomiast uznał, że Usins to antyczne bóstwo wspólne wielu ludom.